# Jerome Whitehead
Pour les articles homonymes, voir Whitehead.
Jerome Whitehead, né le 30 septembre 1956 à Waukegan dans l'Illinois et mort le 20 décembre 2012 à El Cajon en Californie, est un joueur américain de basket-ball.

## Biographie
En Junior avec les Golden Eagles de l'université Marquette, Whitehead remporte le Championnat NCAA 1977.
Whitehead joue onze saisons en NBA de 1978 à 1989. Il joue pour les Clippers de San Diego, le Jazz de l'Utah, les Mavericks de Dallas, les Cavaliers de Cleveland, les Warriors de Golden State et les Spurs de San Antonio.
Durant sa carrière, Whitehead joue 679 matchs et marque 4 423 points.